# 제7의 천국 (드라마)
제7의 천국(7th Heaven)은 1996년 8월 26일부터 2007년 5월 13일까지 방영된 드라마이다.

## 출연
- 스티븐 콜린스 - 에릭
- 캐서린 힉스 - 애니
- 배리 왓슨 - 맷
- 제시카 비엘 - 메리
- 베벌리 미첼 - 루시
- 데이비드 갤러거 - 사이먼
- 매켄지 로스먼 - 루디
- 로렌초 브리노 - 샘
- 니콜라스 브리노- 데이비드
- 조지 스털츠 - 케빈 킹커크